# Шпела Рогель

Шпела Рогель (словен. Špela Rogelj) (8 листопада 1994 , Любляна ) — словенська стрибунка з трампліна, призерка чемпіонату світу. 
Срібну медаль чемпіонату світу Рогель виборола в командних змаганнях на нормальному трампліні на світовій першості 2021 року, що проходила в німецькому Оберстдорфі.